# Студёный проезд
Студёный проезд — улица на севере Москвы, находится в Северном Медведково (Северо-Восточный административный округ) между Хлебниковским лесопарком и Осташковской улицей.

## Расположение
Студёный проезд проходит параллельно МКАД. Начинается от лесного массива, относящегося к Хлебниковскому лесопарку и прилегающего к 89 км МКАД, на чётной стороне примыкает улица Грекова и далее выходит на Осташковскую улицу в начале развилки Осташковская улица/Осташковское шоссе—91-й км МКАД и переходит в Северодвинскую улицу. Улица двусторонняя на всём протяжении, по одной полосе в каждую сторону.

## История
Студёный проезд наименован 13 апреля 1957 года.

## Здания и сооружения
Всего: 53 дома.
По нечётной стороне:
- № 1А — Медведково Арена;
- № 7 — Федерация спортивного туризма России;
- № 11 — Местное отделение ЛДПР Северо-Восточного АО;

По чётной стороне:
- № 10А — детский сад;
- № 10Б — детский сад;
- № 32А — центр детского и юношеского творчества Бибирево;
- № 36 — магазин «Дикси».

## Транспорт

### Станция метро
- Станция метро «Медведково»

### Автобусы
| 50:  | Платформа Лось • Медведково • Медведково Арена                         |
| 71:  | Осташковская улица • Медведково • Отрадное • Ботанический сад          |
| 93:  | ВДНХ (главный вход) • ВДНХ • Ростокино • Медведково • Медведково Арена |
| 393: | Осташковская улица • Медведково • Бабушкинская • Ясный проезд          |
| 536: | ВДНХ • Ростокино • Медведково                                          |

«→» — остановки проходятся только при движении в прямом направлении; «←» — остановки проходятся только при движении в обратном направлении.

## В литературе и искусстве
Студёный проезд упоминается:
- в фантастической дилогии Сергея Лукьяненко «Черновик» и «Чистовик» квартира 18 в жилом доме по адресу Студёный проезд, дом 37 упоминается как место проживания главного героя Кирилла Максимова (несуществующий адрес — на нечётной стороне, в конце Студёного проезда, располагается дом 19, на чётной стороне — располагаются корпуса 1 и 2 дома 38); по адресу Студёный проезд, дом 10 длительное время проживал и сам писатель Сергей Лукьяненко.
- в снятом в 2012 году телесериале «Учитель в законе. Продолжение» квартира 45 по адресу Студёный проезд, дом 10 упоминается как место проживания Риты, тёти Дениса Хлебородова (Елена Катышева).
- в 2012 году в аптеке по адресу Студёный проезд, дом 28 и возле соседнего жилого дома по адресу Студёный проезд, дом 32 снимался один из эпизодов телесериала «Паутина-6» «Сон разума» (убийство маньяком директора аптеки, якобы укравшего бесплатные лекарства, предназначенные для льготных категорий населения).